# 데이나 데이비스
데이나 데이비스(Dana Davis, 1978년 10월 4일 ~ )는 미국의 배우이다.

## 출연 작품
- 프랭클린 & 배쉬 시즌3  (2013)
- 프랭클린 & 배쉬 시즌2 (2012)
- 프랭클린 & 배쉬 시즌1 (2010)
- 크리미널 마인드 4 (2008)
- 프롬 나이트 (2008)
- 히든 팜스 (2007)
- 더 나인 (2006)
- 히어로즈 (2006)
- 포인트 플레전트 (2005)
- 코치 카터 (2005)
- 레이즈 유어 보이스 (2004)
- 베로니카 마스 (2004)
- 오씨 (2003)